# FLY! FLY! FLY! (T-SQUAREのアルバム)
『FLY! FLY! FLY!』（フライ・フライ・フライ）は、T-SQUARE48枚目のアルバム。2021年4月21日にリリース。

## 解説
スクェア48枚目のオリジナルアルバム。
演奏はレギュラーメンバー安藤正容、伊東たけし、坂東慧、以前からのサポートメンバーである白井アキト、田中晋吾に加えて、森光奏太とTaiki Tsuyamaが初参加。
結成当初からのオリジナルメンバーで、43年間リーダー・ギタリストとしてバンドを支えてきた安藤が本作発売前に本作への参加と2021年のコンサートツアーをもって退団することを発表。本作は安藤がメンバーとして参加した最後のアルバムとなった。
安藤の退団と同時にスクェアをバンド形態から伊東たけしと坂東慧のユニット＆サポートメンバーによる「T-SQUARE alpha」に再編することも発表され、ユニット体制は2025年まで続くことなる。
楽曲については安藤が2曲、坂東が6曲を書き下ろし、前年に脱退した河野啓三も1曲提供。
2枚組で、DVDが付属。
同年5月19日にアナログLPが発売。曲順がCD盤と異なる。
カッティングはアビー・ロード・スタジオのマイルス・ショーウェルが行い、「ハーフスピード・マスタリング」が採用されている。

## 収録曲
CD盤
1. 閃光 - 坂東慧作曲
2. FLY! FLY! FLY! - 坂東慧作曲
3. Only One Earth - 安藤正容作曲
4. Quiet Blue - 坂東慧作曲
5. Brand new way - 河野啓三作曲
6. Growing Up! - 坂東慧作曲
7. The Hotrodder - 安藤正容作曲
8. 回帰星 -kaikiboshi- - 坂東慧作曲
9. Joy Blossoms - 坂東慧作曲

LP盤
A面
1. 閃光 - 坂東慧作曲
2. FLY! FLY! FLY! - 坂東慧作曲
3. Growing Up! - 坂東慧作曲
4. The Hotrodder - 安藤正容作曲
5. Joy Blossoms - 坂東慧作曲

B面
1. Only One Earth - 安藤正容作曲
2. Quiet Blue - 坂東慧作曲
3. Brand new way - 河野啓三作曲
4. 回帰星 -kaikiboshi- - 坂東慧作曲

## ミュージシャン
- T-SQUARE
  - 安藤正容 -   Guitars
  - 伊東たけし - Alto Sax, EWI
  - 坂東慧 - Drums
- Special Support
  - 田中晋吾 - Bass（#1, 3, 5-7）
  - Taiki Tsuyama - Bass（#2）
  - 森光奏太 - Bass（#4, 8, 9）
  - 白井アキト - Keyboards
  - 伊沢麻未 - Vocalise（#3）

## チャート成績
- 日本ゴールドディスク大賞 第36回（2021年度） インストゥルメンタル・アルバム・オブ・ザ・イヤー[9]